# Мидвејл (Охајо)
Мидвејл (енгл. Midvale) град је у америчкој савезној држави Охајо.

## Демографија
По попису из 2010. године број становника је 754, што је 207 (37,8%) становника више него 2000. године.
| Група             | 2000.       | 2010.       |
| Белци             | 538 (98,4%) | 733 (97,2%) |
| Афроамериканци    | 0 (0,0%)    | 6 (0,8%)    |
| Азијати           | 0 (0,0%)    | 0 (0,0%)    |
| Хиспаноамериканци | 2 (0,4%)    | 9 (1,2%)    |
| Укупно            | 547         | 754         |